# Terremoto del Lago Rapel de 1985
El terremoto del Lago Rapel de 1985 —también conocido como terremoto de Pichilemu— ocurrió el 8 de abril de dicho año, a poco más de un mes del devastador terremoto de Algarrobo del 3 de marzo. Tuvo una magnitud de 7,5  MS. Su epicentro estuvo en las cercanías del lago Rapel, en la comuna de Litueche, provincia Cardenal Caro, VI Región del Libertador General Bernardo O'Higgins.

## Contexto
Poco más de un mes antes del sismo, se registró un terremoto magnitud 8.0MW frente a las costas de Algarrobo, en la región de Valparaíso. Alcanzó una intensidad máxima de VIII-IX en la escala de Mercalli, dejando 177 personas muertas, 2.575 heridos, 142.489 viviendas dañadas y alrededor de un millón de damnificados. Hubo una larga interrupción de servicios básicos, y el daño provocado por el terremoto fue estimado en más de 1.046 millones de dólares estadounidenses.
El terremoto de Pichilemu del 8 de abril de 1985 ocurrió en la misma falla geológica donde se produciría el sismo de Pichilemu de 2010, y es considerado por el Servicio Sismológico de la Universidad de Chile como un terremoto de subducción por cabalgamiento. Inicialmente, se le había considerado como una réplica del terremoto de Algarrobo.

## Daños y efectos
Dos personas fallecieron por ataques cardíacos tras el movimiento sísmico: una en Santiago y otra en Chillán. De acuerdo al The New York Times, el terremoto duró aproximadamente tres minutos, y los daños que produjo se adicionaron a los ya causados por el terremoto del 3 de marzo. El sismo sacudió a una zona más extensa que el movimiento de marzo, pero fue menos intenso. Fue percibido desde Copiapó, por el norte, hasta Valdivia, por el sur, e incluso en Argentina.
El terremoto, medido en la escala sismológica de Mercalli, alcanzó una intensidad grado VI en Curacaví, La Calera, Los Andes, Peñaflor, San Antonio, Valparaíso, y Viña del Mar; e intensidad V-VI en Concón, Constitución, Curicó, La Ligua, Melipilla, Papudo, Pichilemu, Puchuncaví, Quilpué, y Villa Alemana.
Aunque ha sido considerado por los medios de comunicación como una réplica del sismo del 3 de marzo, de acuerdo con el libro Catástrofes en Chile 1541–1992, el terremoto de Pichilemu fue un evento separado y diferente.
Como consecuencia del sismo, el techo de un hogar en la ciudad de Valparaíso colapsó, así como varias residencias particulares en Curacaví, región Metropolitana de Santiago. Según se reportó, el sismo duró tres minutos y «envió a cientos de personas con pánico a las calles. Las estaciones radiales reportaron breves cortes de luz». El epicentro, según el Instituto Sismológico de la Universidad de Chile, se ubicó en la costa de Pichilemu, a unos 200 kilómetros de Santiago de Chile.